# La Fuerza (Tarot)

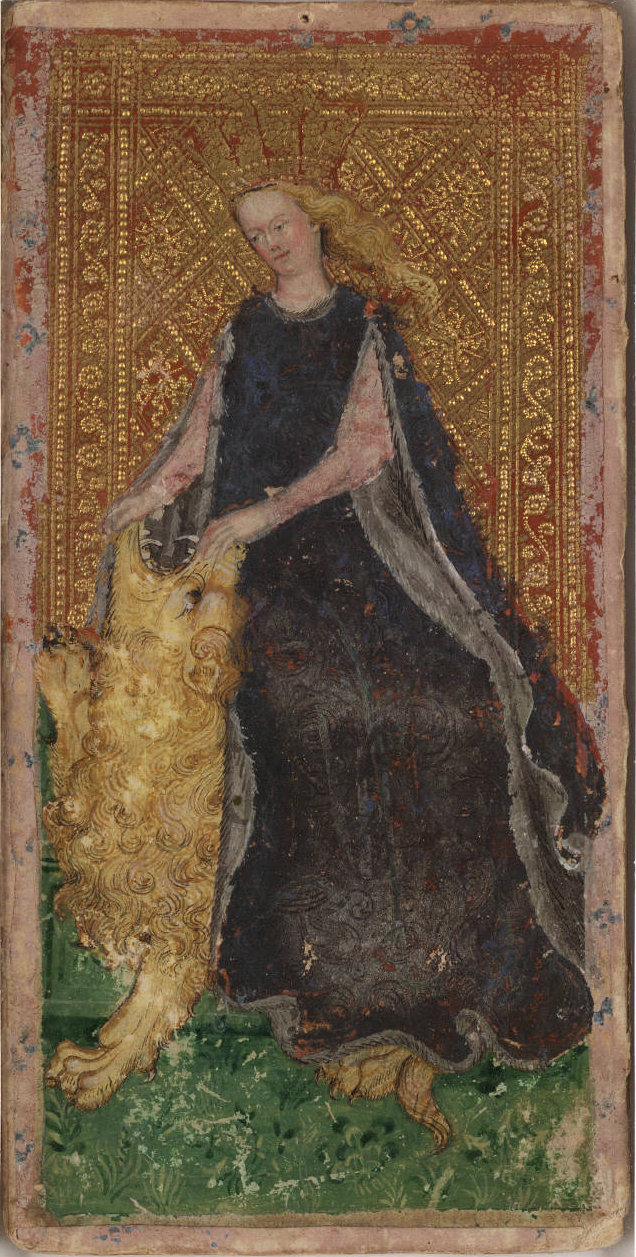
La Fuerza (Tarot Cary-Yale)

La Fuerza es una carta del Tarot y es el arcano número 11. 

## Elementos descriptivos
- Una mujer con un sombrero en forma del signo del infinito, o directamente el signo por encima de la cabeza. Ella está, al parecer, abriendo con sus dos manos el hocico de un perro o un león.
- El perro o león parece lamer su mano.
- En algunos tarots aparecer la mujer con un manto, en otros, como el Tarot Rider, La Fuerza aparece con hierbas en la cabeza y alrededor de la cintura, en este último caso al fondo de la imagen aparece un bosque y una montaña.

## Simbología
Según el tarot, usualmente simboliza a voluntad que se antepone a cualquier problema, para encauzarlo y solucionarlo.
- Datos: Q2502672
- Multimedia: Strength (Major Arcana) / Q2502672

| Precedido por: X. La Rueda | Arcanos mayores del Tarot | Sucedido por: XII. El Colgado |